# Angraecum didieri
Angraecum didieri (возможные русские названия: Ангрекум Дидье, или Ангрекум дидиери) — вид многолетних травянистых растений семейства Орхидные (Orchidaceae).

## Синоним
По данным Королевских ботанических садов в Кью:
- Macroplectrum didieri Baill. ex Finet, 1907basionym

## Этимология
Назван в честь французского путешественника и натуралиста Альфреда Грандидье (фр. Alfred Grandidier, 1836—1921), впервые нашедшего этот вид. Angraecum didieri описан в 1907 году под названием Macroplectrum didieri.
Вид не имеет устоявшегося русского названия, в русскоязычных источниках используется научное название Angraecum didieri.

## Биологическое описание
Миниатюрное моноподиальное растение.

Стебель цилиндрический 12-15 см в высоту, 6-7 мм в диаметре, частично скрыт основаниями 5-7 листьев.

Корни до 4 мм в диаметре, покрыты веламеном.

Листья плотные, кожистые.

Цветонос короткий, одноцветковый. Цветоносов может быть несколько.

Цветок от 5 до 6.25 см в диаметре, шпора до 15 см длиной, белый, восковой, ароматный в вечернее время.
Цветение с октября по январь.

## Ареал, экологические особенности
Мадагаскар (у восточного побережья и в высокогорной центральной части острова).

Эпифит. Вечнозелёные влажные тропические леса на высотах от 600 до 1500 метров над уровнем моря.
Цветёт в октябре-январе.

Некоторые находки:

Антананариву (1925 г.): широта 18º55’30"S, долгота 047º55’10"E.

Анциранана (1989 г.): 1200—1300 метров над уровнем моря, широта 14º26’00"S, долгота 049º45’00"E.

Туамасина (1927 г): 600 метров над уровнем моря, широта 18º56’00"S, долгота 048º43’00"E.

Туамасина (1993 г.): 500—750 метров над уровнем моря, широта 17º44’00"S, долгота 049º00’00"E.

Туамасина (2008 г.): 1107 метров над уровнем моря, широта 18º51’04"S, долгота 048º19’06"E.
Климат острова формируется юго-восточным пассатом и Южно-Индийским антициклоном. В местах произрастания вида тропический муссонный климат на восточном побережье, умеренный морской климат в центральном нагорье.
Минимальная и максимальная температура воздуха (день\ночь):

Январь — 18-24\13-21°С

Февраль — 18-24\13-19°С

Март — 18-24\11-18°С

Апрель — 18-25\11-18°С

Май — 22-27\11-18°С

Июнь — 22-27\13-21°С

Июль — 25-30\13-21°С

Август — 18-30\13-21°С

Сентябрь — 18-30\13-21°С

Октябрь — 18-27\13-21°С

Ноябрь — 18-25\13-21°С

Декабрь — 18-25\13-21 °C
Относительная влажность воздуха от 60-95 %.
Относится к числу охраняемых видов (II приложение CITES)

## В культуре
Температурная группа — умеренная.

Посадка на блок или в корзинку для эпифитов с сосновой корой средней и крупной фракции. Субстрат не должен препятствовать движению воздуха.
Корни ангрекума Дидиера не переносят застоя воды.
Ярко выраженного периода покоя нет. Полив регулярный.

Относительная влажность воздуха 50-80 %.

Освещение: не менее 10-15 кЛк, 12 часов в день.
Цветёт весной-летом. Продолжительность цветения — несколько недель.

## Первичныегибриды(грексы)
Зарегистрированы RHS
- Angraecum Star Bright — Angraecum sesquipedale × Angraecum didieri — H.& R., 1989
- Angraecum White Emblem — Angraecum didieri × Angraecum magdalenae — Matsuda, 1991

## Межродовыегибриды(грексы)
Зарегистрирован RHS
- Angranthes Grandidi — Aeranthes grandiflora × Angraecum didieri — Hillerman, 1989